# Love Me Now?
Love Me Now? è il terzo album in studio del rapper canadese Tory Lanez, pubblicato nel 2018.

## Tracce
1. Why Don't You Love Me? – 3:32
2. She Told Me – 3:24
3. Duck My Ex (featuring Chris Brown and 2 Chainz) – 3:11
4. Drip Drip Drip (featuring Meek Mill) – 3:50
5. Talk to Me (with Rich the Kid) – 3:04
6. Flexible (featuring Chris Brown and Lil Baby) – 3:19
7. If It Ain't Right (featuring A Boogie wit da Hoodie) – 2:41
8. Ferris Wheel (featuring Trippie Redd) – 2:32
9. Cut Me Off (featuring Nav) – 2:04
10. The Run Off – 2:51
11. You Thought Wrong – 3:35
12. Miami (featuring Gunna) – 4:04
13. Keep in Touch (with Bryson Tiller) – 3:20
14. S.W.I.N.G (featuring PnB Rock and Trey Songz) – 4:39
15. KJM – 2:48